# Michel Dewez
Michel Paul Joseph Dewez (Halanzy, gedoopt 31 januari 1742 – Brussel, 6 december 1804) was een Zuid-Nederlands edelsmid die in 1773-1780 aangesteld was aan het hof van landvoogd Karel van Lotharingen. De beroemde architect Laurent-Benoît Dewez was zijn broer.

## Familie
Als dertiende en voorlaatste kind van Antoine Dewez en Marie Lebochoz, werd Michel geboren in Halanzy in het hertogdom Luxemburg. Hij trouwde in 1773 met Marie-Catherine Hubert, met wie hij zes kinderen had. Drie van zijn broers maakten mooie carrières in de Oostenrijkse Nederlanden. Zijn broer Laurent-Benoît Dewez, die van 1760 tot 1780 de voornaamste architect van het land kan worden genoemd, was bepalend voor Michels fortuin.

## Opleiding
Op twaalfjarige leeftijd ging Michel Dewez in de leer bij een goudsmid in Namen, maar hij maakte de opleiding niet af. Dankzij de aanstelling van zijn broer tot hofarchitect in 1767, kreeg hij opdrachten van landvoogd Karel van Lotharingen. In 1770 trok hij naar de vooraanstaande goudsmid Jacques Roëttiers in Parijs. Volgens zijn broer werkte hij aan grote opdrachten voor de koningin en klom hij op tot eerste gezel. Deze aanbevelingen volstonden echter niet om een positie te bekomen aan het hof van landvoogd Karel, want Dewez was geen meester, noch lid van het Brusselse goudsmedenambacht, noch zelfs poorter van de stad. Hij had weinig andere keus dan opnieuw in de leer te gaan bij een Brusselse goudsmid. Na twee jaar in het atelier van De Roos verkreeg hij in 1772 het meesterschap, en het volgende jaar werd hij alsnog aangesteld tot bijoutier-orfèvre van landvoogd Karel.

## Voorspoed
Een groot deel van de tijd was Dewez als bronzier aan de slag met vuurverguldsel, een gegeerde techniek die gepaard ging met giftige kwikdampen. Zoals zijn broer werkte hij in de nieuwe stijl van het neoclassicisme, veel soberder dan de rococo die eraan voorafging. Zijn creaties werden gemonteerd op meubels en porselein, of vormden zelfstandige objecten. Hij leverde de voornaamste decoratieve elementen voor de audiëntiekamer en de Grand Salon van het Paleis van Karel van Lorreinen, ruimten die tot de meest wonderbaarlijke van die tijd behoorden. Andere opdrachten voerde hij uit voor abdijen die een beroep deden op zijn broer: Heylissim, Floreffe, Orval en Bonne-Esperance. Het ging dan in essentie om religieuze voorwerpen als tabernakels, kruisbeelden, kandelaars, enz. Ten slotte maakte hij zilveren serviezen voor de private markt. Dit deel van zijn oeuvre is het minst bekend omdat het meeste is omgesmolten in de woelige decennia vanaf 1787.
Het atelier van Dewez floreerde: met vijf gezellen en een leerling was hij bij de grootste edelsmederijen van Brussel. In deze productieve jaren kocht hij voor tienduizend florijnen een huis van drie verdiepingen op de hoek van het Kantersteen en de Stuiversstraat. Zijn broer voorzag het in 1777-1778 van een neoklassieke gevel.

## Neergang
Begin 1780 verloor Laurent-Benoît Dewez zijn positie als hofarchitect door onregelmatigheden bij de bouw van het Tuchthuis van Vilvoorde. Zoals Michels carrière omhoog was gestuwd door het succes van zijn broer, ondervond hij nu de negatieve effecten van diens tegenslag: al in maart verloor hij een opdracht voor het Kasteel van Tervuren aan zijn concurrent Jacques Lefebvre-Caters. Met de patronage van het hof ging ook die van de abdijen verloren.
Vergeefs probeerde Dewez nieuwe markten aan te boren. In 1785 aanvaardde hij zelfs een bestelling van kanonballen uit het prinsbisdom Luik. Hij leende grote sommen en maakte zich strafbaar door het niet-betalen van wisselbrieven. De investeringen die hij daarmee aanging, zoals een koloniale onderneming in Cayenne en een renovatieproject voor een militaire academie, mislukten.
Bij de Kleine Brabantse Omwenteling in 1787 werd Dewez lid van de militie van de revolutionair-conservatieve statisten van Hendrik van der Noot. Het leverde hem een contract op voor de productie van sabels en zwaarden, maar de Eerste Oostenrijkse Restauratie drukte elke hoop op financieel herstel de kop in. Tekenend is dat hij ook wapens ging produceren voor de Franse Republiek. In die tijd van roof en plundering voerde hij nog reparaties uit aan zijn eigen stukken in de audiëntiekamer, om dan in 1795 ontslag te nemen uit het ambacht der goudsmeden. Het was het jaar waarin de corporaties werden opgeheven en waarin hij ook zijn zoon Mathieu verloor.
De zaken gingen nu verder bergaf voor Dewez. Zijn gezondheid was aangetast door de kwikdampen. Zijn huis werd in 1799 in beslag genomen en in 1801 openbaar verkocht. De opbrengst volstond niet om zijn schulden te delgen. Hij stierf berooid op 62-jarige leeftijd in zijn woning aan het Muntplein.